# 후지타 다이세이
후지타 다이세이(일본어: 藤田 泰成, 1982년 1월 31일~)는 일본의 전 축구 선수이다.

## 구단 경력
과거 나고야 그램퍼스 에이트, FC 도쿄, 도쿄 베르디, 도쿠시마 보르티스, FC 마치다 젤비아에서 활동하였다.